# Palpalá (departamento)
Palpalá é um departamento da província de Jujuy.